# Chapelle de Lochrist à Coray
La chapelle de Lochrist est un édifice situé à Coray, en France.

## Localisation
La chapelle est située sur le territoire de la commune de Coray, en bordure de l'Odet le long d'une ancienne voie romaine, dans le département du Finistère, en région Bretagne.

## Description
La chapelle se compose d'une nef simple, d'un transept, d'un chœur rectangulaire, d'un clocheton ajouré sur le pignon de la façade. Hormis la muraille nord, refaite au XVIIIe siècle, la construction reste gothique, avec des réseaux flamboyants dans les fenêtres. Le calvaire, de la même époque que la chapelle, déplacé à l'entrée de la commune (F 306) en 1936.

## Historique
La chapelle est inscrite au titre des monuments historiques par arrêté du 17 mai 1933.

## Galerie

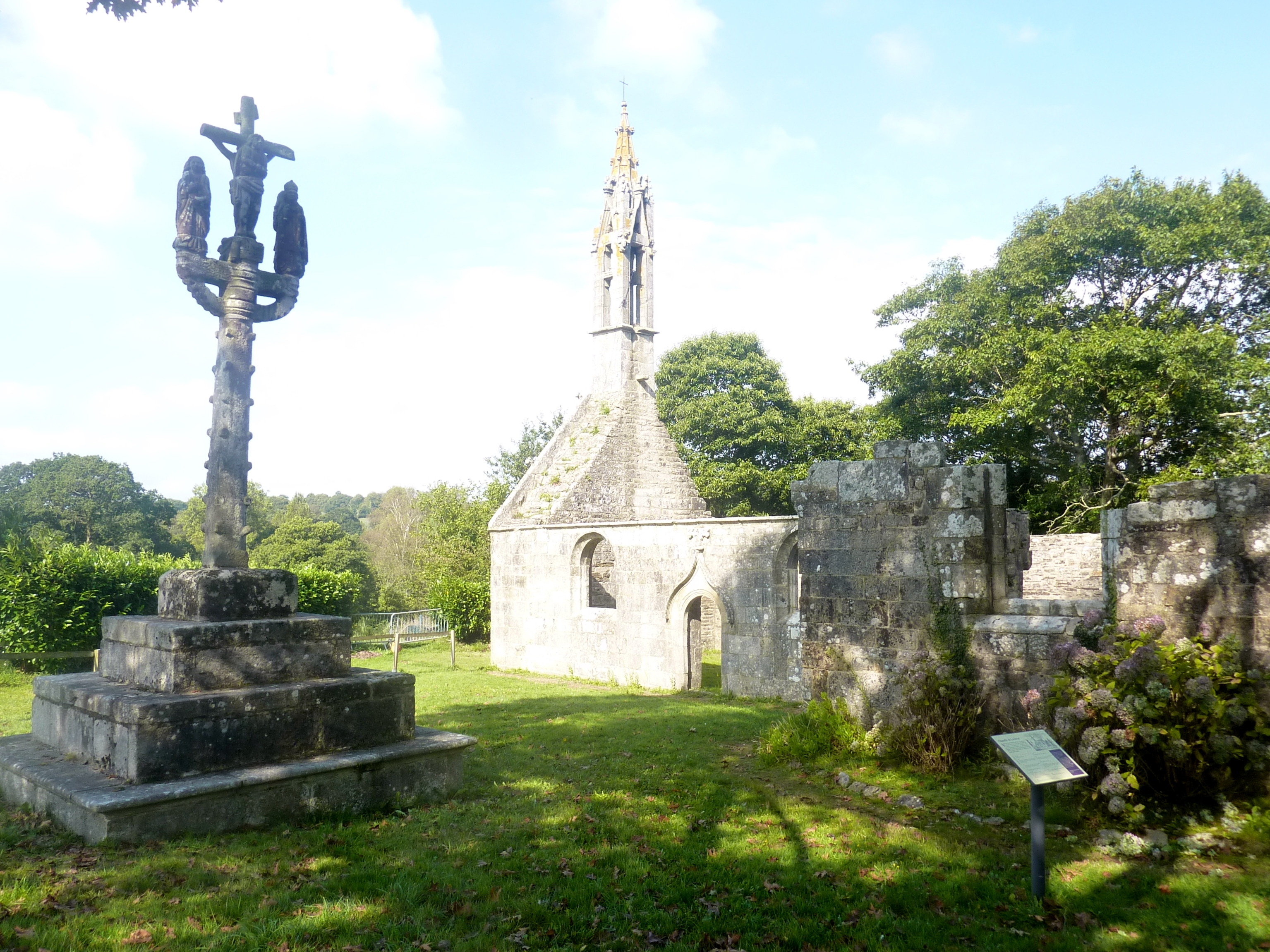
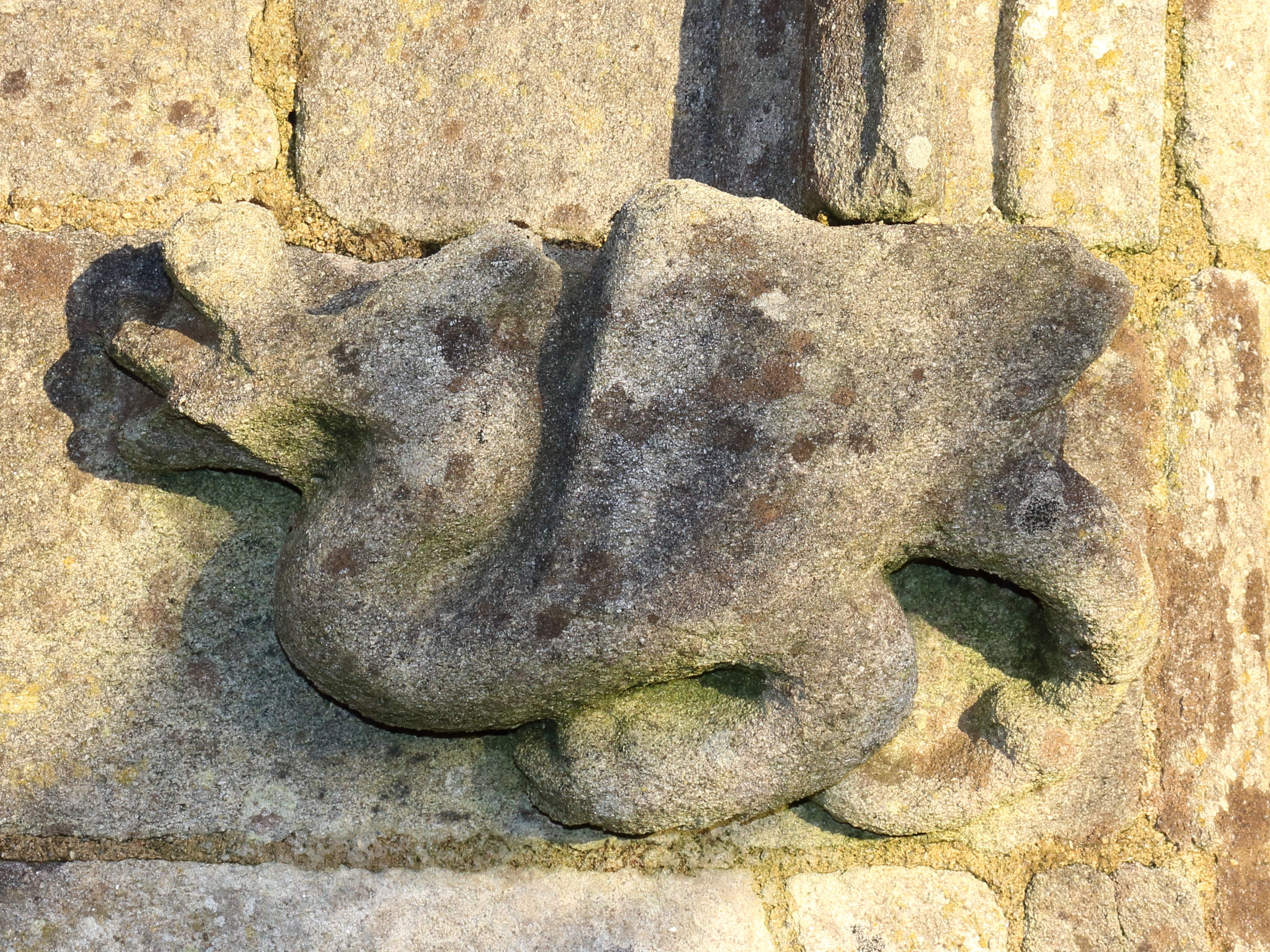
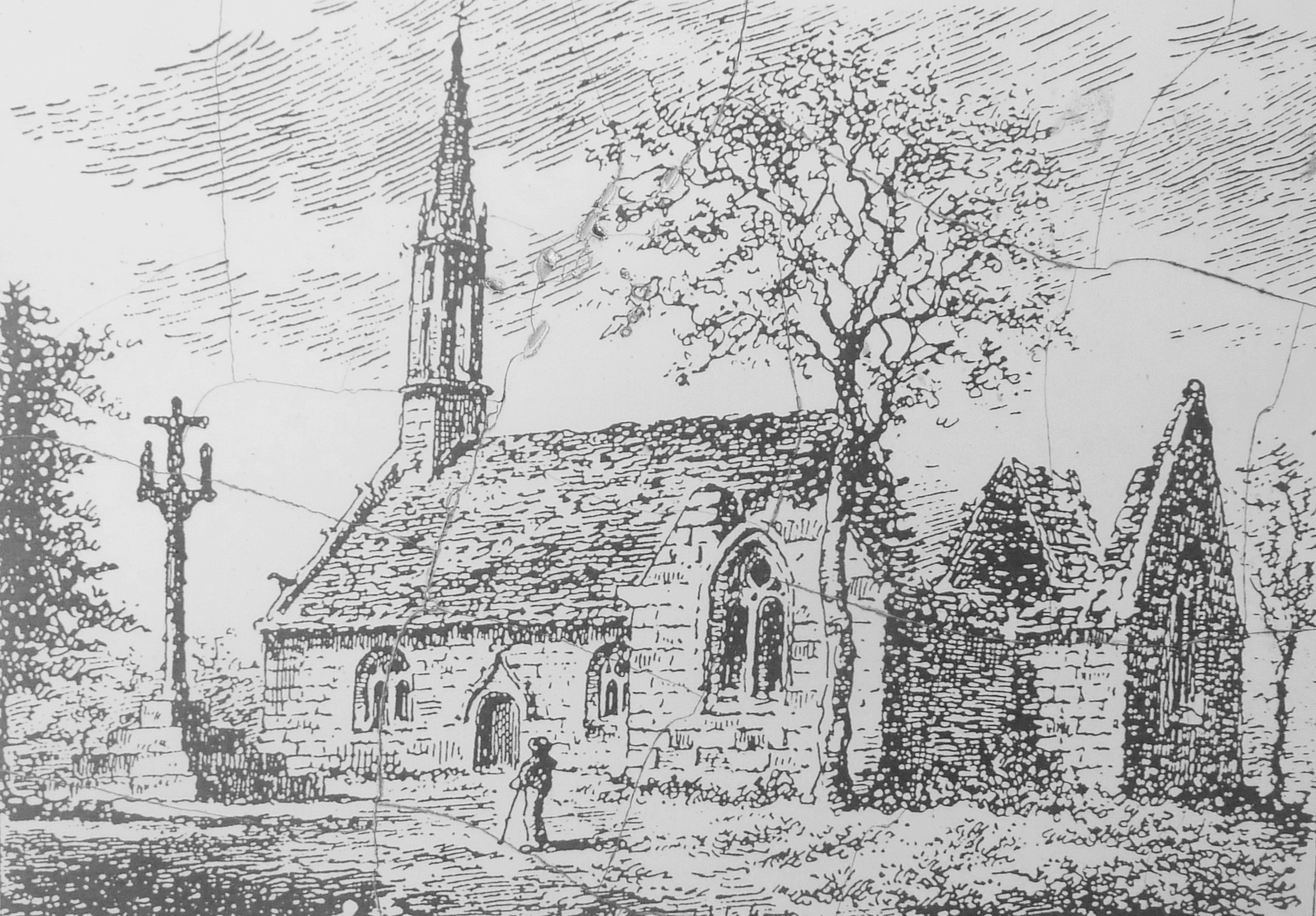